# أونيموشا 3: حصار العفريت

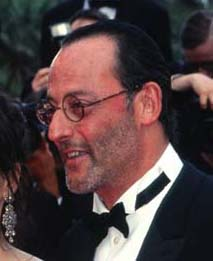
جان رينو شارك للمرة الأولى بأداء صوتي باللغة الفرنسية في لعبة أونيموشا الجزء الثالث عام 2004م.

أونيموشا 3: حصار العفريت (بالإنجليزية: Onimusha 3: Demon Siege)‏ (باليابانية: 鬼武者3) ، هي الجزء الثالث من سلسلة ألعاب أونيموشا والتي طورها شركة كابكوم اليابانية، صدرت على جهاز بلاي ستيشن 2 عام 2004م، وفي عام 2005م صدرت على جهاز ويندوز، وفي عام 2007م صدرت على نظام «ستيم»، وشارك فيه الممثل الفرنسي جان رينو بأداء صوتي باللغة الفرنسية.

## وصلات خارجية
- الموقع الرسمي
 (باليابانية)]